# Hémostase primaire
L’hémostase primaire correspond à la première étape de l'hémostase, phénomène physiologique servant à stopper un saignement. Elle consiste en une vasoconstriction et en l'adhésion plaquettaire au vaisseau sanguin lésé et en l'agrégation plaquettaire (entre elles).

## Physiologie

### Temps vasculaire
Les vaisseaux lésés se contractent (vasoconstriction). La diminution du calibre peut atteindre 40 % de sa taille initiale. Les plaquettes renforcent cette vasoconstriction par la libération de sérotonine, adrénaline, noradrénaline et thromboxane A2 (TXA2).

### Temps plaquettaire
- L'endothélium lésé ne joue plus son rôle physiologique anti-hémostase.
- Adhésion des plaquettes au sous-endothélium grâce à un récepteur membranaire (la glycoprotéine GPIb) par l’intermédiaire du facteur Willebrand. Ce phénomène est très rapide et provoque l’activation des plaquettes.
- Les plaquettes activées changent de forme et libèrent des substances ayant une action agrégante : ADP, adrénaline, noradrénaline, thromboxane A2.
- Ces éléments vont provoquer l’agrégation plaquettaire par l’intermédiaire des molécules de fibrinogène, en présence de calcium, qui se fixent sur un récepteur de la membrane plaquettaire la GPIIbllla. L’amas formé par ces plaquettes fusionnées est appelé le clou plaquettaire ou clou hémostatique ou encore thrombus blanc

## Troubles de l'hémostase primaire
Ces maladies se manifestent par des hémorragies cutanées et muqueuses (pétéchies).
- Thrombocytopénie
- thrombopathies
- Maladie de Willebrand
- à part : troubles vasculaires : purpuras vasculaires